# František Rotter
František Rotter (15. května 1831 Škrdlovice u Přibyslavi – 21. ledna 1895 Nový Hradec Králové byl český lesník, autodidakt a vynálezce. Na jeho počest byl park u kostela sv. Antonína na Novém Hradci Králové roku 1891 pojmenován Rotterovy sady.

## Život
Narodil se 15. května 1831 ve Škrdlovicích u Přibyslavi. Po absolvování reálky v Brně se začal věnovat lesnictví. Působil v Lipníku, Nickelsburgu, Žáru, v Novém Městě nad Metují, v Korutanech. V roce 1861 vstoupil do služeb města Hradce Králové, kde se stal nejprve lesním ve Svinarech (sídlil v myslivně čp. 34) a roku 1873 nadlesním v Novém Hradci Králové. V roce 1875 nechal v lese u studánky postavit tříhrannou kapličku na památku stříbrné svatby císaře Františka Josefa I. a císařovny Alžběty Bavorské. V roce 1882 byl povýšen na lesmistra. Zemřel 21. ledna 1895 v Novém Hradci Králové.

## Činnost
František Rotter byl průkopníkem nových metod v zakládání i ochraně lesů a těžbě dřeva. Vynikal také jako školkař, odborný vychovatel a examinátor. Pro taxaci lesů sestrojil velký a malý dendrometr; pro pěstování lesů velký a malý secí stroj a rozsévač semen v lesních školkách. Světového uznání se dostalo jeho patentu postranního spojení železničních vagónů (1890), za což získal diplom zemské výstavy ve Štýrském Hradci a byl jmenován čestným členem akademie vynálezců v Paříži.
Vedle toho byl též literárně činným. Napsal řadu článků do našeho nejstaršího lesnického časopisu „Háje“ (články: „Stroj na kypření půdy lesní s připojeným strojem secím“ [1873], „Čeho šetřím při setbě a pěstování lesního semene“ [1874], „Chroust“ [1879]).
Kromě svého povolání lesnického se věnoval na Novém Hradci Králové i tamnímu společenskému a politickému životu. Řadu let zasedal v obecním zastupitelstvu. 27. dubna 1884, 1. srpna 1884 (opětovná volba po rekursu), 8. srpna 1887, 21. srpna 1890, 9. října 1893 byl zvolen v rámci III. sboru obecním výborem. Za lesní personál byl v roce 1890 jedním ze dvou vyjednavačů ve věci zřízení nové vojenské střelnice. Na jeho podnět byl též 30. července 1890 založen zdejší okrašlovací spolek, jehož se stal prvním předsedou. Vedle toho byl řadovým členem nebo funkcionářem mnoha spolků působících v Novém Hradci Králové. Na jeho pohřbu se 24. ledna 1895 poprvé představilo 13 novohradeckých sokolů v krojích. Stáli čestnou stráž se šavlemi u katafalku zemřelého.